# 勝木隼人
勝木 隼人（かつき はやと、1990年11月28日 - ）は、日本の男子陸上競技選手。専門は競歩。
2018年ジャカルタアジア大会男子50km競歩金メダル。2021年開催東京オリンピック出場。2023年開催杭州アジア大会35km競歩混合男女団体銀メダル。
福岡県出身。東海大学卒業。自衛隊体育学校所属の幹部自衛官（2023年10月現在、2等陸尉）。

## 経歴
大野城市立平野中学校、福岡県立武蔵台高等学校卒業。
2010年5月、東海大学在学中、大学2年生で競歩を始めた。日本インカレでは2011年、2012年に10000mWを連覇した。在学中にも実業団チームから採用の話があったものの実現には至らず卒業後はアルバイト生活をしながら競技を続け、2014年に自衛隊へ入隊。2015年に社会人競歩の強豪、自衛隊体育学校への入校を認められると、専門種目を50km競歩に転向した。
2017年10月、全日本競歩高畠大会を優勝すると、翌年5月の世界競歩チーム選手権では、個人準優勝、団体優勝の成績を収めた。ジャカルタで開催された同年8月のアジア大会50kmでは、歩型違反でピットレーンに5分間の足止めを受けたものの、4時間3分3秒で優勝した。
2019年の世界陸上競技選手権ドーハ大会にも出場し、暑熱環境下での活躍が期待されるも、体調不良により27位に終わった。
2016年に結婚。2019年9月20日に第一子となる長男が誕生した。
2021年4月の日本陸上選手権男子50kmで自己ベストの3時間42分34秒をマークした。6月22日、コンディション不良により2020年東京オリンピック日本代表を辞退した鈴木雄介に代わり代表に繰り上げられた。8月6日の東京オリンピック男子50km競歩では、序盤に靴紐が解けたのが響き、4時間6分32秒の30位だった。
2022年4月17日の日本陸上選手権男子35kmでは、通過タイムで30kmの日本記録を更新するも2時間30分41秒で5位。
2023年4月16日の日本陸上選手権男子35kmでは、2時間28分53秒の自己ベストで4位となった。
同年10月、新型コロナウイルス感染症の世界的流行の影響で1年遅れて開催された2022年アジア競技大会に出場し、混合男女団体35kmで銀メダルを獲得した。
2024年3月17日、同年のパリ五輪の代表選考会を兼ねた第48回全日本競歩能美大会の男子20kmに出場し、日本歴代10位の1時間18分43秒で優勝した。この記録で日本陸連が定めたパリ五輪派遣設定記録（1時間19分30秒）を突破したものの、選考基準で優先される日本選手権20km競歩の上位3名が同記録を突破しているため、パリ五輪内定にはならなかった。
2025年3月16日の日本陸上選手権男子35kmでは、日本歴代4位の2時間24分38秒で優勝した。この大会は9月の世界選手権東京大会の代表選考会を兼ねており、派遣設定記録（2時間26分00秒）を突破した勝木は代表に内定した。

## 自己記録
- 20km競歩 1時間18分43秒（2024年3月17日 全日本競歩能美大会）
- 35km競歩 2時間24分38秒（2025年3月16日 日本陸上選手権 兼 全日本競歩能美大会）
- 50km競歩 3時間42分34秒（2021年4月11日 日本陸上選手権）